# YinYueTai
YinYueTai (chinês tradicional: 音悅Tai, chinês simplificado: 音悦Tai, pinyin: Yīn yuè tái), é um dos principais sites de compartilhamento de vídeos musicais na China.

## Historia
O site começou quando o fundador não conseguia encontrar facilmente o vídeo que ele estava procurando, ou quando o encontrou em algum site que tinha muitos anúncios. Atualmente YinYueTai não tem anúncios, e ao contrário do YouTube, onde você pode encontrar várias cópias do mesmo vídeo, YinYueTai só mantém uma cópia de cada vídeo da música no site para busca fácil.

## Direitos autorais
YinYueTai tem acordos de direitos autorais com Sony Music, Universal Music, Warner Music, Rock Records, B'in Music, AVEX, S.M. Entertainment, JYP Entertainment, e outras redes de televisão no exterior.

## YinYueTai V-Chart
Começando em julho de 2011, o site começou a ter um gráfico de vídeo musical mensal em cinco categorias diferentes com base na região do artista (Mainland, Hong Kong e Taiwan, Europa e Estados Unidos, Coréia e Japão), e em novembro o site começou a ter um gráfico semanal.

### Vídeos musicais
Como o fim de maio de 2012, "Get It Hot" do M.I.C ficou no gráfico semanal por 29 semanas sob a a categoria China continental, "Still In Love with You" de Wang Leehom por 26 semanas sob Hong Kong e Taiwan, "Wish You Were Here" de Avril Lavigne com 29 semanas sob a categoria Europa e Estados Unidos, "Hot Summer" de f(x)" com 23 semanas dentro da categoria Coréia, e "SUPER DELICATE" de Hey! Say! JUMP com 14 semanas sob a categoria Japão.
O grupo sul-coreano T-ara tornou-se o primeiro artista a ter dois vídeos musicais com mais de 100 milhões de visualizações no YinTueTai, com "No. 9" (133 milhões) e "Sugar Free" (122,8 milhões).
| Posição                                    | Título                                      | Artista       | País          | Visualizações (milhões) | Link               |
| ------------------------------------------ | ------------------------------------------- | ------------- | ------------- | ----------------------- | ------------------ |
| 1                                          | "No. 9"                                     | T-ara         | Coreia do Sul | 134                     | Official YinTueTai |
| 2                                          | "Sugar Free"                                | T-ara         | Coreia do Sul | 123                     | Official YinTueTai |
| 3                                          | "Gangnam Style"                             | Psy           | Coreia do Sul | 120                     | Official YinTueTai |
| 4                                          | "Lucky Symbol" (em chinês: 幸运符号)        | TFBoys        | China         | 114                     | Official YinTueTai |
| 5                                          | "Miss Granny" (em chinês: 我们的明天)       | Lu Han        | China         | 108                     | Official YinTueTai |
| 6                                          | "Manual of Youth" (em chinês: 青春修炼手册) | TFBoys        | China         | 62                      | Official YinTueTai |
| 7                                          | "Crooked"                                   | G-Dragon      | Coreia do Sul | 51                      | Official YinYueTai |
| 8                                          | "Medals 2.0" (em chinês: 勋章 2.0版)        | Lu Han        | China         | 48                      | Official YinTueTai |
| 9                                          | "Time Boils the Rain" (em chinês: 时间煮雨) | Kris Wu       | China         | 47                      | Official YinYueTai |
| 10                                         | "Mine"                                      | Kim Jae-joong | Coreia do Sul | 45                      | Official YinYueTai |
| Útlima atualizacão: 10 de novembro de 2016 |                                             |               |               |                         |                    |